# Rocca Susella
Rocca Susella é uma comuna italiana da região da Lombardia, província de Pavia, com cerca de 228 habitantes. Estende-se por uma área de 12 km², tendo uma densidade populacional de 19 hab/km². Faz fronteira com Borgo Priolo, Godiasco, Montesegale, Retorbido, Rivanazzano, Torrazza Coste.

## Demografia
| Variação demográfica do município entre 1861 e 2011                               |
|                                                                                   |
| Fonte: Istituto Nazionale di Statistica (ISTAT) - Elaboração gráfica da Wikipedia |